# Передній вис (силова гімнастика)

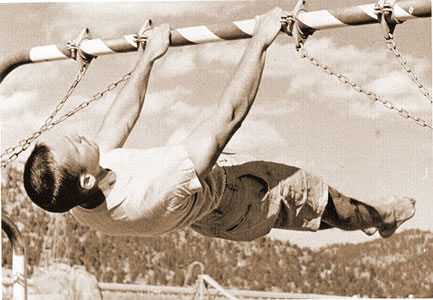
передній вис

Передній горизонтальний вис (англ. front lever — «передній важіль») — базовий елемент силової гімнастики. Виконується на перекладині, кільцях та інших об'єктах, на яких його можливо виконати. Виконується він наступним чином: взявшись обома руками за снаряд, підняти тіло до горизонтального положення та утримувати таке положення. Найбільше під час цієї вправи працюють м'язи спини та пресу. Найчастіше він зустрічається в спортивній гімнастиці та Street workout.

## Варіації

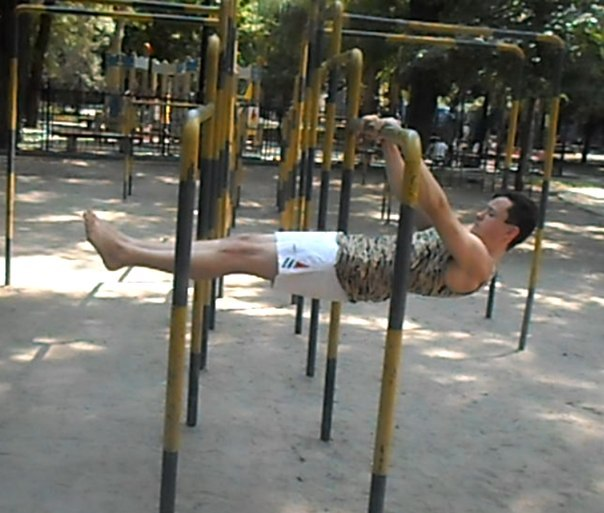
передній вис

### Стандартний передній вис
Виконується утримуючись у горизонтальному положенні тримаючись двома руками за снаряд.

### Притиснутий передній вис
Більш складна варіація підтягнутого положення — це коли прес щільно притиснутий до перекладини.

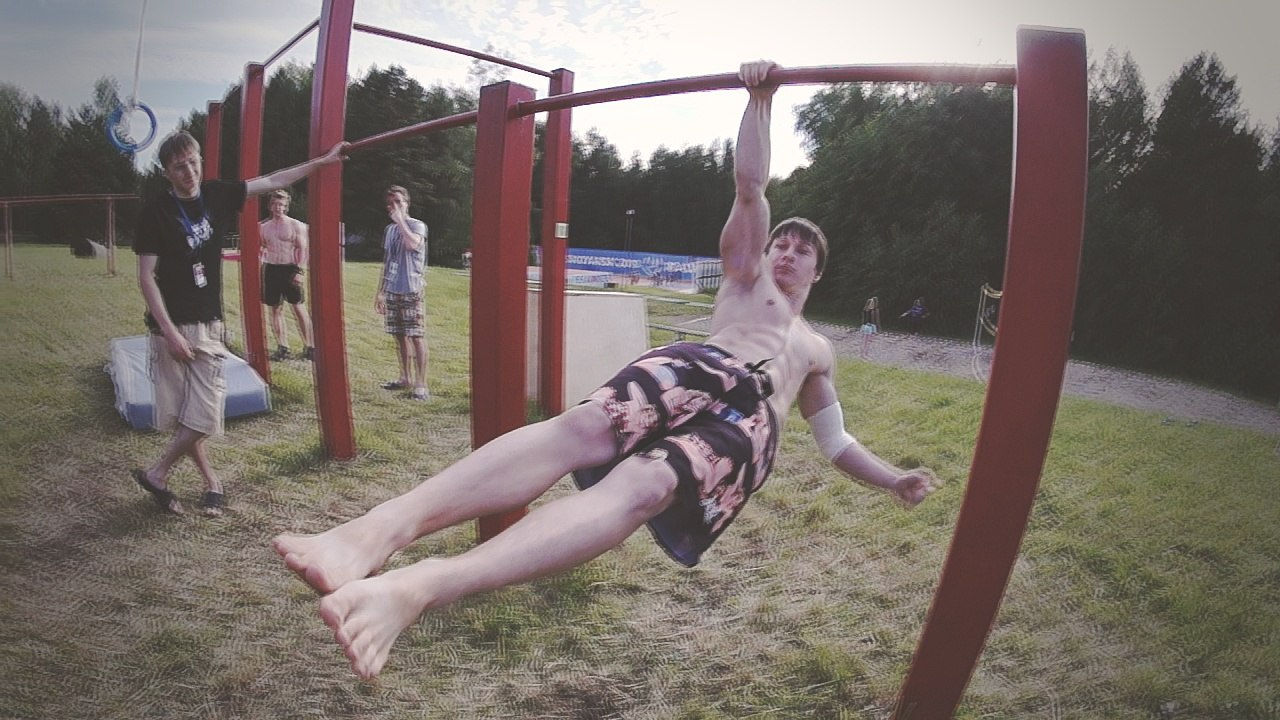
передній вис на одній руці

### Передній вис на одній руці
Є набагато складнішим ніж простий передній вис. Виконується так само, але тримаючись однією рукою.

### SAT
Дуже складна варіація переднього вису — це прижате положення з настільки широко розставленими руками, що вони повністю випрямлені.

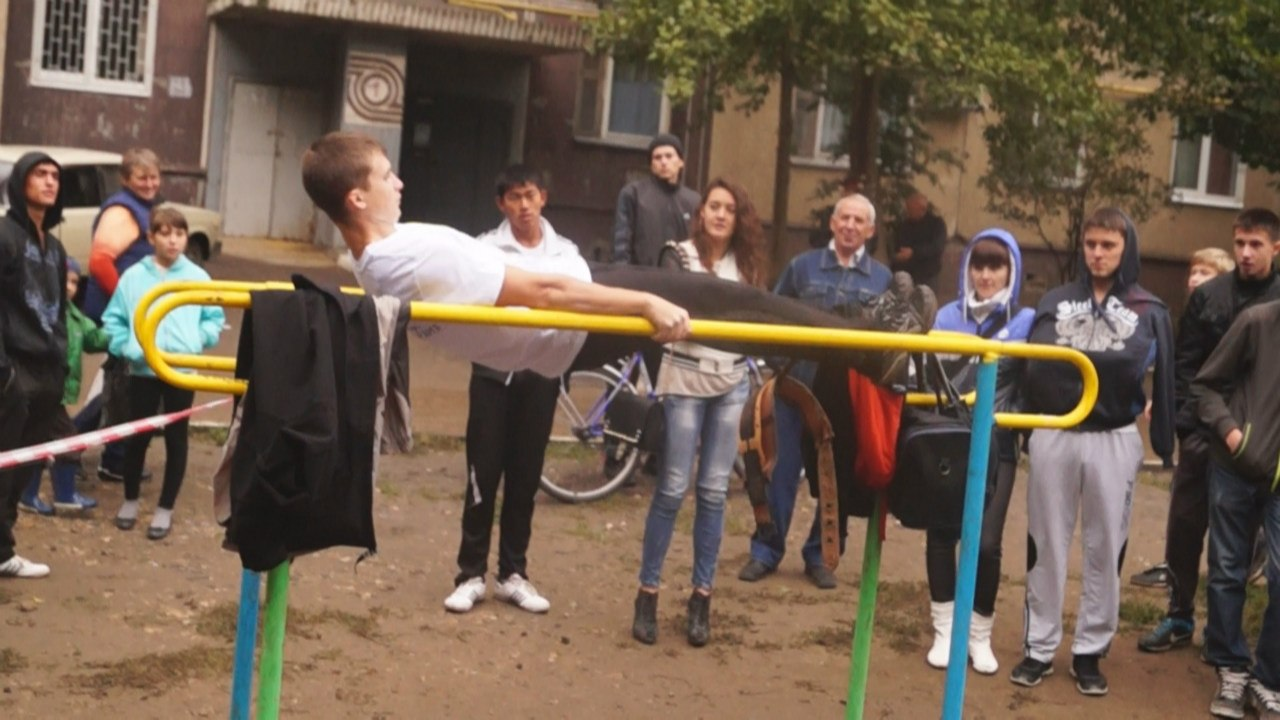
задній горизонтальний упор

### Диван на брусах
Він є досить складною варіацією переднього вису. Вся складність полягає в тому, що передпліччя мають лежати на брусах, а тулуб з ногами мають бути вище брусів без прогину в спині.

### Зворотній літак на кільцях
Найскладнішою варіацією переднього вису є SAT на кільцях — у цьому положенні тіло підняте вище рівня рук.

## Вивчення
Для вивчення цього елемента вам потрібна середня фізична підготовка. Ви повинні вміти підтягуватися щонайменше 20 разів і піднімати ноги до перекладини також 20 разів. Дуже корисним допоміжним елементом є "драгон флаг". На початку слід опанувати спрощені варіанти, наприклад: ноги разом, напівзакритий варіант, з однією ногою, ноги нарізно. Навчіться утримувати кожну варіацію не менше ніж 20 секунд — це забезпечить вам хорошу базу для вивчення переднього вису.
Далі вам потрібно зімітувати положення повного переднього вису, але піднятого до перекладини, і повільно опускатися, намагаючись зафіксувати правильне положення.

## Тренування
Для збільшення часу або якості утримання переднього вису просто робіть вправу, яку ви виконували під час вивченні(підняття переднього вису) та працюйте на статику.

## Відео з переднім висом
- Відео в якому розповідається про те, як навчитися передньому вису на YouTube
- Офіційно не підтверджений рекорд утримання переднього вису на YouTube